# ميت الليث بقلولة
ميت الليث بقلولة إحدى قرى مركز السنطة التابع لمحافظة الغربية بجمهورية مصر العربية.

## التاريخ
قرية ميت الليث بقلولة من القرى القديمة، حيث وردت باسم «منية الليث» في أعمال السمنودية ضمن قرى الروك الصلاحي التي أحصاها ابن مماتي في كتاب قوانين الدواوين، كما وردت باسم «منتي الليث وبقولة» في أعمال الغربية ضمن قرى الروك الناصري التي أحصاها ابن الجيعان في كتاب «التحفة السنية بأسماء البلاد المصرية». فصلت منية الليث وبقلولة في تاريخ 1228هـ/1813م الذي عدّ قرى مصر بعد المسح الذي قام به محمد علي باشا ولكنها وردت باسم ميتي الليت بقلولة ضمن قرى مديرية الغربية، تمييزا لها عن ميت الليث هاشم الموجودة بمركز المحلة الكبرى.

## السكان
بلغ عدد سكان ميت الليث بقلولة 5643 نسمة حسب تقدير عام 2018.
| السنة  | 1882 | 1897 | 1907 | 1927 | 1947 | 1960 | 1976 | 1986 | 1996 | 2006  | 2018 |
| ------ | ---- | ---- | ---- | ---- | ---- | ---- | ---- | ---- | ---- | ----- | ---- |
| القرية | 721  | 1121 | 1352 | 1628 | 1538 | 2098 | 2533 | 3154 | 3761 | 4,371 | 5643 |